# Aller (Weser)
L'Aller (pronuncia: Àl·ler) és l'afluent major del Weser que rega els estats de Saxònia-Anhalt i Baixa Saxònia. Neix al nucli d'Eggenstedt (Wansleben-Börde) i desemboca al Weser a Verden. Dels rius d'Alemanya que no desemboquen al mar, és el més llarg. Des de la ciutat de Celle (Alemanya) cap a la desembocadura és navegable sobre una llargada de 117 km. El 1969 va aturar-se la navegació de mercaderies, però va fruir d'un interès creixent per a la navegació turística i esportiva, de tal manera que la direcció de les vies navegables va decidir de mantenir el seu estatut de riu de Classe II i començar des del 2006 un programa de modernització de les rescloses centenaris.

## Història
La vall de l'Aller va formar-se a la penúltima època glacial, fa uns 200.000 anys. Després de la retracció del gel, el riu va crear un llit meandrós que després de cada riuada es canviava. Encara avui es poden identificar braços secs, tallats i residuals a la vall que té una amplada d'uns vint quilòmetres. Des de l'edat mitjana l'home intentà estabilitzar el curs del riu. Sobretot des del segle xix, el riu va perdre el seu curs natural i en molts indrets va ser rectificat.
Per a la navegació comercial, junts amb els seus afluents principals com l'Oker (Braunschweig) i el Leine (Hannover) va tenir un paper important des de l'edat mitjana, molt enllà de la part navegable avui.

## Afluents
Llista dels principals afluents des de la font cap a la desembocadura al Weser a Verden.
| Poble               | afluent esquerre                    | afluent dret               | coordenades desembodacura                          |
| ------------------- | ----------------------------------- | -------------------------- | -------------------------------------------------- |
| Wormsdorf           | Mittelgraben                        |                            | 52° 08′ 32″ N, 11° 11′ 37″ E / 52.1421°N,11.1937°E |
| Wefensleben         | Beeck                               |                            | 52° 11′ 03″ N, 11° 09′ 44″ E / 52.1842°N,11.1622°E |
| Belsdorf            |                                     | Bruchgraben                | 52° 11′ 38″ N, 11° 09′ 44″ E / 52.194°N,11.1621°E  |
| Alteringsleben      | Wiesengraben                        |                            | 52° 12′ 36″ N, 11° 08′ 16″ E / 52.2099°N,11.1379°E |
| Bartensleben        |                                     | Beek (Bäck)                | 52° 14′ 07″ N, 11° 06′ 38″ E / 52.2353°N,11.1105°E |
| Bartensleben        | Salzbach                            |                            | 52° 14′ 27″ N, 11° 06′ 18″ E / 52.2409°N,11.1049°E |
| Beendorf            | Beensdorfer Graben o Brunnentalbach |                            | 52° 14′ 41″ N, 11° 06′ 11″ E / 52.2446°N,11.1031°E |
| Schwanefeld         | Röthegraben                         |                            | 52° 15′ 45″ N, 11° 05′ 16″ E / 52.2626°N,11.0877°E |
| Walbeck             | Riole                               |                            | 52° 16′ 42″ N, 11° 04′ 01″ E / 52.2783°N,11.067°E  |
| Weferlingen         | Graslebener Mühlengraben            |                            | 52° 18′ 32″ N, 11° 02′ 51″ E / 52.3089°N,11.0474°E |
|                     |                                     | Schölecke                  | 52° 19′ 37″ N, 11° 04′ 37″ E / 52.3269°N,11.0769°E |
| Seggerde            |                                     | Lohne                      | 52° 20′ 29″ N, 11° 04′ 42″ E / 52.3415°N,11.0782°E |
| Seggerde/Saalsdorf  |                                     | Mühlgraben                 | 52° 21′ 15″ N, 11° 03′ 50″ E / 52.3541°N,11.0638°E |
| Saalsdorf           |                                     | Ihlepfuhlgraben            | 52° 22′ 11″ N, 11° 04′ 00″ E / 52.3698°N,11.0667°E |
| Everingen           |                                     | Renngraben                 | 52° 22′ 38″ N, 11° 04′ 23″ E / 52.3771°N,11.0731°E |
| Everingen           |                                     | Spetze                     | 52° 22′ 41″ N, 11° 04′ 16″ E / 52.3781°N,11.071°E  |
| Bahrdorf            | Spetzegraben                        |                            | 52° 23′ 54″ N, 11° 01′ 02″ E / 52.3982°N,11.0171°E |
| Bahrdorf            | Lapau                               |                            | 52° 23′ 54″ N, 11° 01′ 02″ E / 52.3982°N,11.0171°E |
| Bahrdorf            | Fleitmühlengraben                   |                            | 52° 24′ 09″ N, 11° 00′ 40″ E / 52.4024°N,11.011°E  |
| Oebisfelde          |                                     | Landgraben                 | 52° 25′ 31″ N, 10° 58′ 52″ E / 52.4253°N,10.981°E  |
| Oebisfelde          |                                     | Mühlenaller                | 52° 26′ 10″ N, 10° 57′ 39″ E / 52.4362°N,10.9609°E |
| Grafhorst           | Baueraller                          |                            | 52° 27′ 01″ N, 10° 56′ 47″ E / 52.4503°N,10.9465°E |
| Brechtorf           |                                     | Schneegraben               | 52° 27′ 23″ N, 10° 54′ 13″ E / 52.4565°N,10.9035°E |
| Vorsfelde           | Mittellandkanal                     |                            | 52° 27′ 01″ N, 10° 52′ 08″ E / 52.4503°N,10.869°E  |
|                     | Wohltbergbach                       |                            | 52° 26′ 59″ N, 10° 44′ 11″ E / 52.4498°N,10.7364°E |
| Warmenau            | Alte Aller                          | Alte Aller                 | 52° 27′ 00″ N, 10° 44′ 12″ E / 52.45°N,10.7366°E   |
| Weyhausen           | Gevelahgraben                       |                            | 52° 27′ 46″ N, 10° 41′ 28″ E / 52.4628°N,10.6912°E |
| Osloss              | Elbe-Seitenkanal                    | Elbe-Seitenkanal           | 52° 28′ 04″ N, 10° 39′ 28″ E / 52.4679°N,10.6578°E |
| Dannenbüttel        |                                     | Beverbach                  | 52° 28′ 49″ N, 10° 38′ 11″ E / 52.4804°N,10.6365°E |
| Dannenbüttel        |                                     | Dagebrückgraben            | 52° 28′ 57″ N, 10° 37′ 58″ E / 52.4824°N,10.6327°E |
| Dannenbüttel        |                                     | Springriede                | 52° 29′ 09″ N, 10° 37′ 49″ E / 52.4857°N,10.6302°E |
| Filterberg          |                                     | Maschgartenbach            | 52° 29′ 49″ N, 10° 36′ 39″ E / 52.497°N,10.6107°E  |
| Gifhorn             | Clausmoorgraben                     |                            | 52° 29′ 35″ N, 10° 35′ 49″ E / 52.4931°N,10.5969°E |
| Gifhorn             |                                     | Triangelermoorkanal        | 52° 29′ 46″ N, 10° 35′ 32″ E / 52.496°N,10.5923°E  |
| Gifhorn             | Barnbruchsgraben                    |                            | 52° 29′ 20″ N, 10° 34′ 46″ E / 52.4888°N,10.5794°E |
| Gifhorn             |                                     | Platendorfer Brückgraben   | 52° 29′ 32″ N, 10° 33′ 59″ E / 52.4922°N,10.5664°E |
| Gifhorn             |                                     | Ise                        | 52° 29′ 05″ N, 10° 32′ 22″ E / 52.4847°N,10.5395°E |
|                     |                                     | Schnedebergsmoorgraben     | 52° 28′ 40″ N, 10° 31′ 06″ E / 52.4779°N,10.5182°E |
| Gifhorn             | Helenteichgraben                    |                            | 52° 28′ 25″ N, 10° 30′ 18″ E / 52.4735°N,10.5051°E |
| Neubokel            |                                     | Kovenhorstgraben           | 52° 28′ 41″ N, 10° 28′ 31″ E / 52.478°N,10.4752°E  |
|                     | Canal de l'Aller                    |                            | 52° 28′ 39″ N, 10° 27′ 56″ E / 52.4775°N,10.4655°E |
| Müden               | Talgraben links der Aller           | Talgraben rechts der Aller | 52° 28′ 39″ N, 10° 27′ 56″ E / 52.4775°N,10.4655°E |
| Müden               | Oker                                |                            | 52° 31′ 26″ N, 10° 21′ 39″ E / 52.5239°N,10.3608°E |
| Flettmar            | Flettmarscher Abzugsgraben          |                            | 52° 31′ 59″ N, 10° 19′ 51″ E / 52.5331°N,10.3307°E |
| Nienhof             | Neue Sohlriethe                     |                            | 52° 32′ 41″ N, 10° 19′ 05″ E / 52.5446°N,10.3181°E |
| Langlingen          | Franzosengraben                     |                            | 52° 34′ 03″ N, 10° 15′ 36″ E / 52.5676°N,10.26°E   |
| Oppershusen         |                                     | Schwarzwasser              | 52° 35′ 13″ N, 10° 13′ 07″ E / 52.5869°N,10.2186°E |
| Oppershusen         |                                     | Osterbruchkanal            | 52° 35′ 22″ N, 10° 12′ 53″ E / 52.5895°N,10.2147°E |
| Wienhusen           | Wienhuser Mühlenkanal               |                            | 52° 35′ 03″ N, 10° 09′ 55″ E / 52.5843°N,10.1653°E |
| Altencelle          |                                     | Osterbruchkanal            | 52° 36′ 33″ N, 10° 07′ 38″ E / 52.6091°N,10.1273°E |
| Altenhusen          |                                     | Lachte                     | 52° 37′ 16″ N, 10° 06′ 11″ E / 52.6212°N,10.103°E  |
| Altenhusen          |                                     | Freitagsgraben             | 52° 37′ 18″ N, 10° 06′ 08″ E / 52.6218°N,10.1022°E |
| Klein Hehlen        |                                     | Beeke (Vorwerker Bach)     | 52° 37′ 31″ N, 10° 03′ 23″ E / 52.6254°N,10.0563°E |
| Boye                |                                     | Bruchbach                  | 52° 38′ 14″ N, 10° 01′ 38″ E / 52.6373°N,10.0271°E |
| Hambühren           | Fuhsekanal                          |                            | 52° 38′ 33″ N, 9° 59′ 31″ E / 52.6426°N,9.9919°E   |
| Winsen an der Aller |                                     | Örtze                      | 52° 40′ 17″ N, 9° 55′ 52″ E / 52.6715°N,9.9311°E   |
| Meissendorf         |                                     | Allerplackgraben           | 52° 41′ 20″ N, 9° 50′ 46″ E / 52.6889°N,9.846°E    |
| Wietze              | Wietze (Aller)                      |                            | 52° 39′ 54″ N, 9° 48′ 22″ E / 52.665°N,9.806°E     |
| Engehausen          |                                     | Maschgraben                | 52° 40′ 59″ N, 9° 42′ 05″ E / 52.6831°N,9.7015°E   |
| Essel/Hademstorf    |                                     | Esseler Kanal              | 52° 42′ 06″ N, 9° 39′ 09″ E / 52.7016°N,9.6524°E   |
| Eikeloh/Grethem     | Leine                               |                            | 52° 43′ 22″ N, 9° 35′ 39″ E / 52.7228°N,9.5942°E   |
| Ahlden              |                                     | Meisse                     | 52° 45′ 27″ N, 9° 35′ 01″ E / 52.7574°N,9.5836°E   |
| Hellberg            |                                     | Wiedenahusener Bach        | 52° 46′ 35″ N, 9° 33′ 15″ E / 52.7763°N,9.5541°E   |
| Hellberg            |                                     | Düshorner Bach             | 52° 46′ 43″ N, 9° 32′ 40″ E / 52.7786°N,9.5444°E   |
| Ahlden              | Alte Leine                          |                            | 52° 46′ 35″ N, 9° 31′ 37″ E / 52.7764°N,9.5269°E   |
| Eilte               | Schöpfwerksgraben                   |                            | 52° 46′ 02″ N, 9° 30′ 05″ E / 52.7673°N,9.5014°E   |
| Böhme               |                                     | Böhme (Aller)              | 52° 46′ 35″ N, 9° 28′ 02″ E / 52.7764°N,9.4673°E   |
| Frankenfeld         | Bosser Entwässerungsgraben          |                            | 52° 46′ 24″ N, 9° 25′ 22″ E / 52.7734°N,9.4227°E   |
| Hedern              | Buttergraben                        |                            | 52° 46′ 48″ N, 9° 23′ 41″ E / 52.7799°N,9.3946°E   |
| Rethem an der Aller | Alpe                                |                            | 52° 47′ 19″ N, 9° 23′ 01″ E / 52.7885°N,9.3837°E   |
| Gross Häuslingen    |                                     | Ringgraben                 | 52° 47′ 45″ N, 9° 22′ 27″ E / 52.7958°N,9.3742°E   |
| Wohlendorf          | Wölpe                               |                            | 52° 47′ 40″ N, 9° 21′ 47″ E / 52.7944°N,9.363°E    |
| Wohlendorf          | Schipsegraben                       |                            | 52° 47′ 50″ N, 9° 20′ 43″ E / 52.7971°N,9.3452°E   |
| Wohlendorf/Hülsen   | Hamelse Graben                      |                            | 52° 47′ 54″ N, 9° 20′ 09″ E / 52.7982°N,9.3359°E   |
| Hülsen              | Hassberger Hauptgraben              |                            | 52° 48′ 46″ N, 9° 20′ 04″ E / 52.8128°N,9.3344°E   |
| Klein Häuslingen    |                                     | Bauradgraben               | 52° 49′ 13″ N, 9° 20′ 28″ E / 52.8204°N,9.3412°E   |
| Westen              | Westener Wätern                     |                            | 52° 50′ 33″ N, 9° 18′ 15″ E / 52.8424°N,9.3041°E   |
| Otersen             |                                     | Holzweggraben              | 52° 50′ 33″ N, 9° 18′ 15″ E / 52.8424°N,9.3041°E   |
| Hohenaverbergen     |                                     | Lehrde                     | 52° 51′ 55″ N, 9° 18′ 02″ E / 52.8653°N,9.3006°E   |
| Luttum              |                                     | Marschgraben               | 52° 53′ 15″ N, 9° 17′ 02″ E / 52.8874°N,9.2839°E   |
| Luttum              |                                     | Drommelbeek                | 52° 53′ 26″ N, 9° 16′ 54″ E / 52.8906°N,9.2816°E   |
| Eitze               |                                     | Gohbach                    | 52° 54′ 16″ N, 9° 16′ 30″ E / 52.9045°N,9.275°E    |
| Hönisch/Verden      | Alte Aller                          |                            | 52° 55′ 42″ N, 9° 12′ 58″ E / 52.9283°N,9.2162°E   |
| Verden              |                                     | Mauloher Graben            | 52° 56′ 07″ N, 9° 12′ 42″ E / 52.9353°N,9.2117°E   |
| Verden              |                                     | Halsebach                  | 52° 56′ 19″ N, 9° 12′ 33″ E / 52.9385°N,9.2092°E   |

## Rescloses
| Rescloses                           | Rescloses | Rescloses | Rescloses   | Rescloses      | Rescloses |
| ----------------------------------- | --------- | --------- | ----------- | -------------- | --------- |
| Localitat                           | llargada  | amplada   | profunditat | alçària llibre | capacitat |
| Oldau                               | 165 m     | 7 m       | 2,50m       | -              |           |
| Bannetze                            | 165 m     | 7 m       | 2,5m        | -              |           |
| Marklendorf                         | 165 m     | 7 m       | 2,5m        | -              |           |
| Hademstorf                          | 165 m     | 7 m       | 2,5m        | -              |           |
| Amplada màxima dels vaixells: 6,60m |           |           |             |                |           |